# Muzej žada
Muzej žada (špansko Museo del Jade) je zgodovinski, kulturni in arheološki muzej v San Joséju v Kostariki. Od leta 2014 je pred trgom Plaza de la Democracia. Leta 1977 jo je ustanovil Fidel Tristán Castro, prvi predsednik INS. Muzej vsebuje največjo zbirko ameriškega žada na svetu. Velja za pomembnega promotorja kostariške kulture.
Hrani arheološko zbirko, sestavljeno iz širokega nabora artefaktov iz keramike, kosti, lesa, školjk in kamna, kot so kipi, metati, brusne roke in drugi. Vendar pa je njegova glavna atrakcija ogromno število arheoloških kosov, narejenih z znanimi pol- dragi kamni kot celota kot žad, zbirka velja za največjo na svetu glede tega dragega kamna.

## Zgodovina
Za nastanek te arheološke zbirke je zaslužen gospod Marco Fidel Tristán Castro, nekdanji izvršni predsednik Nacionalnega inštituta za zavarovanje in eden glavnih promotorjev reševanja zapuščine predkolumbovske kostariške umetnosti, da bi bila dostopna vsem Kostaričanom.
Pod vzgibom g. Tristána je INS od leta 1971 začel pridobivati veliko število arheoloških predmetov od različnih nacionalnih zbirateljev, na podlagi razglasitve zakona št. 4809 z dne 29. julija, ki je javne ustanove spodbujal k spodbujanju nacionalnega kultura.
Do leta 1973 je INS pridobil 470 kosov, znesek, ki se je povečal z zakonom št. 5176, ki javne ustanove spodbuja k dodelitvi posebnih predmetov za, med drugimi kulturnimi dejavnostmi, pridobitev arheoloških predmetov, med katerimi je veliko število predmetov iz žada v rokah kostariških zbirateljev. Kostariški predkolumbovski žad je bil v tem času domača javnost praktično neznana umetnost, medtem ko je bilo malo strokovnjakov za to vejo kostariške arheologije, zato se je muzej začel specializirati za ta material. Istega leta je INS pridobil dragoceno zbirko 1092 kosov žada, leto kasneje pa še dragoceno zbirko 250 kosov Carlosa Balserja, pomembnega raziskovalca predkolumbovskega mezoameriškega žada. V tej zbirki je več kosov olmeškega in majevskega izvora. Pomembnejše pridobitve so se zgodile v naslednjih letih, med 1977 in 1981.
Ko je zbirka žada INS rasla, so se leta 1975 začele priprave za izgradnjo muzeja, ki je bil dokončan dve leti kasneje, s pomočjo pomembnih nacionalnih arheologov in raziskovalcev, kot so Carlos Humberto Aguilar, dr. Michael Snarkiss, Carlos Balser, Zulay Soto Méndez in drugi. Muzej je končno odprl svoja vrata 31. oktobra 1977 z imenom »Arheološka zbirka Državnega zavoda za zavarovanje«, ki se je leta 1979 spremenil v »Muzej žada«, leta 1984 pa je kot poklon svojemu glavnemu promotorju ime g. Tristán Castro v prostor začasne umetniške razstave.
Leta 1999 se je moral muzej zaradi prenove zapreti za 20 mesecev, ponovno pa so ga odprli 30. oktobra 2000, kar je omogočilo konceptualno spremembo muzeja, da bi razstavili večje število predmetov, predvsem kosov iz žada.
Leta 2014 je bila dokončana gradnja sodobne petnadstropne stavbe, ki je stala 21 milijonov dolarjev, kar omogoča razstavo vseh arheoloških del, zaradi česar je edinstvena v primerjavi z drugimi muzeji v San Joséju. Njegov dizajn je delo kostariškega arhitekta Diega van der Laata. Stavba Muzeja žada zavzema 6970 m², njen konceptualni razvoj pa je blok surovega žada, razširjen v dveh delih, ki olajša vstop svetlobe v osrednji del stavbe. Sestavljeno je iz petih nadstropij, od katerih je v vsakem soba, razen v tretjem, ki ima dve. Ima poseben prezračevalni sistem in je zasnovan tako, da deluje z roko v roki z okoljem. Ima začasno razstavišče, popolnoma opremljeno avditorij, učilnice za akademske dejavnosti, kavarno, trgovino in garderobo. Slovesno so ga odprli 5. maja 2014, čeprav je bil za javnost odprt do 26. maja.

## Sobe
Po izgradnji novega objekta, v katerem je muzej, si je mogoče ogledati skoraj vse arheološke predmete, ki jih ustanova varuje. Ti artefakti podpirajo teme, povezane s človeškim, naravnim in časovnim scenarijem, ki je zaznamoval način življenja ter družbeni, tehnološki, kulturni in umetniški razvoj predkolumbovskih ljudstev, ki so naseljevala sedanje ozemlje Kostarike. Razstava Muzeja žada je glede na zgodovinsko-arheološke značilnosti razdeljena v šest prostorov:
- Prag: je na prvem nivoju muzeja. Tam si lahko ogleda stensko poslikavo kostariškega slikarja Césarja Valverde Vege. Tu je tudi blok iz surovega žada, ki je ikona novega muzeja. Ta prostor predstavlja kulturni in ekološki scenarij, kjer so se razvile predkolumbovske kostariške družbe, ki so delale z žadom. Z muzeografskim učinkom si prizadeva odkriti čudeže kosov žada z njihovo razstavo v veliki vitrini v obliki kače, kjer je mogoče ceniti predmete iz žada iz zbirke.
- Žad: ta soba je na drugem nivoju in obravnava postopek obdelave žada ter njegov izvor. Ogleda si lahko zemljevid, ki prikazuje predkolumbovske trgovske poti, po katerih se je trgovalo s kamnom. Poleg tega je opazen način njegovega dela, njegova simbolika, družbena uporaba in funkcija v šamanskih obredih.
- Dan: v tej sobi v tretjem nadstropju je poudarek na dejavnostih, povezanih z vsakdanjim življenjem ljudi, njihovim odnosom do naravnega okolja, pa tudi na upodobitvah živali v žadu, kamnu, keramiki in drugih materialih. Podan je pregled dejavnosti, povezanih s pridobivanjem hrane z lovom, ribolovom in poljedelstvom, dnevnih aktivnosti, podrobnosti o arhitekturi in značilnostih prehrane.
- Noč: ta soba je prav tako v tretjem nadstropju in obravnava teme, povezane s podzemljem, nočjo in kulturnimi verovanji ter simboličnim pomenom svetih živali, kot sta netopir in sova. Obravnavana je tematika vojne, pogrebni rituali in nasploh kozmogonična in svetovna vizija teh kultur.
- Spomin prednikov: ta soba v četrtem nadstropju ceni pomen arheologije skozi interaktivno območje. Prikazana so tudi predkolumbovska oblačila, vrsta glasbe in njen pomen, tehnologija izdelave inštrumentov in pripomočkov ter spolna raznolikost in vloge spolov ter tradicije, podedovane od staroselcev, ki so še ohranjene v Kostariki.
- Ostalo: ta soba v petem nadstropju hrani predmete iz različnih materialov iz treh različnih arheoloških regij v državi: Greater Nicoya; osrednja, osrednja pacifiška in atlantska regija; in Diquís.

Razstavo dopolnjujejo tridimenzionalni viri, kot so diorame, tridimenzionalne projekcije, interaktivne igre in dostop do računalnikov, enostavnih za uporabo, ki obiskovalcu omogočajo opazovanje različnih prizorov iz predkolumbovske dobe, pa tudi ogled katalog predmetov.

## Galerija
- Keramični trinožni lonci z motivi jaguarja
- Artefakti iz žada iz Nicoye
- Artefakti iz žada s ptičjimi značilnostmi
- Trinožna posoda
- Kamnita figura pasavca
- Izrezbarjen ptič (mogoče quetzal) z dolgim repnim perjem iz žada
- Kamnite krogle Diquísa

## Občasne razstave
Pet stoletij slikarskih mojstrovin v severnoameriških zbirkah, posojenih Kostariki (San José, 1978). Izvirna dela Van Gogha, Goye, Rembrandta, Cézanna in Picassa so bila med drugim prikazana na razstavi, ocenjeni na 50 milijonov ameriških dolarjev.
Med celinami, med morji: predkolumbovska umetnost Kostarike (Washington D.C., 1981). Razstava v Narodni galeriji umetnosti Združenih držav s 314 najboljšimi deli iz umetniške zbirke muzeja Jade. Dogaja se v Washingtonu D.C, Teksasu, Los Angelesu, Detroitu, San Diegu, Houstonu in Alberti.
Zlato, žad in gozd Kostarike (1990). Z deli iz Muzeja žada ta razstava gostuje po nekaterih muzejih v Združenih državah, Aziji in Evropi, dokler se ne konča v Narodnem muzeju Kostarike.
Žad v starodavni Kostariki (1998). Razstava v Metropolitanskem muzeju v New Yorku s predmeti iz Muzeja žada.